# 提取引發遺忘
| Example of RIF in Goodmon & Anderson (2011), Experiment 1. | Example of RIF in Goodmon & Anderson (2011), Experiment 1. | Example of RIF in Goodmon & Anderson (2011), Experiment 1. | Example of RIF in Goodmon & Anderson (2011), Experiment 1. | Example of RIF in Goodmon & Anderson (2011), Experiment 1. |
| --- | ---------------------------------------------------------- | ---------------------------------------------------------- | ---------------------------------------------------------- | ---------------------------------------------------------- |
| Item Type | Item Type                                                  |                                                            |                                                            | Avg. Recall                                                |
| |                                                            |                                                            |                                                            |                                                            |
| Rp+ | Rp+                                                        |                                                            | 81%                                                        | 81%                                                        |
| NRp | NRp                                                        |                                                            | 68%                                                        | 68%                                                        |
| Rp- | Rp-                                                        |                                                            | 55%                                                        | 55%                                                        |
| |                                                            |                                                            |                                                            |                                                            |
| 最後測試中的項目平均記憶率。Goodmon and Anderson (2011) 的研究顯示不只先前的提取會加強後來提取相同字詞的強度(Rp+ items)，那些被記得、且與熟練的字詞相關的項目(Rp- items)，與毫不相關的字詞(NRp items)相比，也會較容易受到前面提取經驗的影響。比較了對於Rp- 和 NRp 項目的記憶，實驗顯示出13%的RIF效果。 |                                                            |                                                            |                                                            |                                                            |

提取引發遺忘（英語：retrieval-induced forgetting或RIF）是一種因回想而遺忘其他記憶訊息的現象。這個現象最早在1994年獲得演示，儘管RIF的概念已在提取抑制理論的背景下被討論過。
RIF通過由研究、實踐一些研究材料，和最終測試所有研究材料的三相實驗獲得證實。 這種實驗還使用了多樣最終測試，包括只使用類別線索回憶、用類別和詞幹回憶，以及認知測試。使用多種不同的實驗材料都會產生這種作用，在團體中也會產生，但在特殊人群，如注意力不足過動症（ADHD）或精神分裂症的個體中作用會減小。
雖然RIF是透過顯性提取來進行有意識記憶的結果，實際遺忘被認為是下意識隱性發生。認知心理學家繼續爭論RIF為什麼會發生以及它如何與記憶和認知的整體背景有關。尤其，研究者對於遺忘是由主動抑制訊息的過程所導致，或由於其他記憶訊息的干擾持不同意見。與RIF相關的抑制被視為與物理抑制形式相似。RIF也與記憶提取策略有關，擾亂這種策略就會影響此現象。

## 先前和相關研究
雖然第一次使用「提取引發遺忘」這個詞語是在1994年，  羅伯特·比約克 (Robert A. Bjork) 在較早的報告中就曾描述壓抑記憶變得活躍，但在特定情況卻不相關。Bjork描述了Neely和Durgunoğlu的研究。研究發現，在詞彙辨識前迅速向參與者展示一個相關字，他們的反應較慢。研究者推測，參與者實際上是試圖在詞彙辨識時壓抑相關字，因為在完成辨識任務中，相關字是無關且無用的訊息。
RIF與其他記憶現象相似。它與部分項目提示效應類似，在給予一些預先學習資訊時，都顯示記憶能力降低。在一個部分項目提示效應的例子中，被要求回想越多美國州名越好的人，比起在展示一些州名後再要求回憶的人記得更多州名。提示即將被回憶的部分訊息使得回憶的表現變差。 RIF還涉及由環境變化引起的自動的、無意識的遺忘。  輸出干擾是一個相關現象，從一個類別如水果 推導出字會使記得那個類別的其他字更困難，或導致參與者重複已記得字詞的持續動作。

## 提取練習範例
RIF已經顯示在「提取練習範例」的實驗中，有明確說明和程序，各實驗只略微不同。在原始版本的實驗使用小冊子來呈現刺激和完成測試。從那時起，這個程序經常透過電腦軟體，如Microsoft PowerPoint或 E-Prime 完成。 實驗通常包括學習，提取練習和測試階段。 

### 學習階段
在學習階段，參與者要學習字詞配對，字詞配對由一個類別名稱和一個屬於該類別的字組成，例如水果─橘子 。通常使用多種類別的多個字詞配對，即48個項目均分為8大類。參與者可能學習的字詞配對如下列： 
金屬─鐵
樹─樺木
金屬─銀
樹─榆木

### 提取練習階段
項目的子集是使用填空題進行測試。對於給定的項目，向參與者展示類別名稱和一個學習字詞的前兩個字母（如METAL–ir______）。並指示參與者使用一個該類別中相應的學習字詞填入空格。參與者通常練習記住項目許多次。   提取練習階段把項目分成三類，其對最終測試有意義，並且經常使用以下記法來表示： 

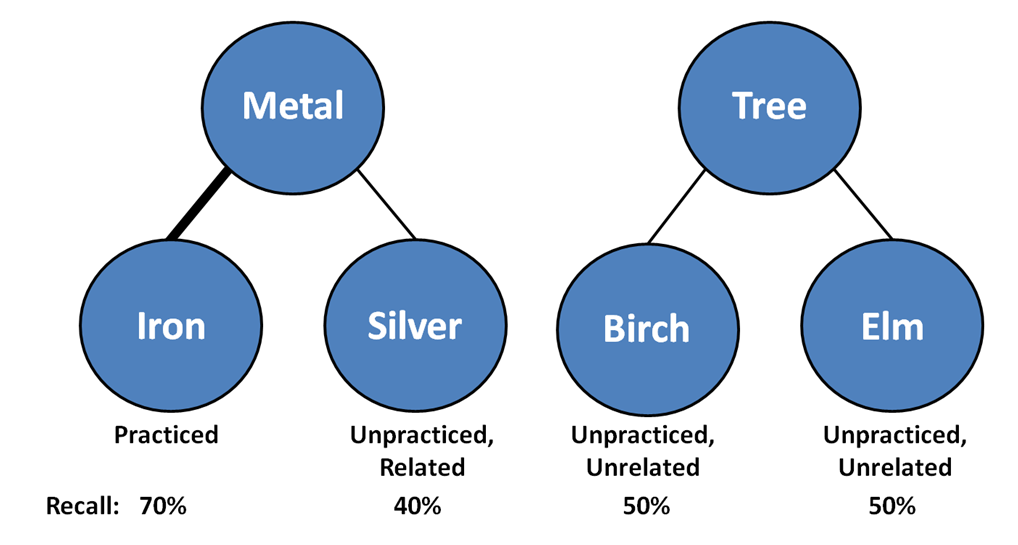
圖表描述了在最終測試的提取練習範例中，對於不同項目種類的相關變數及假定平均記憶。這些項目的不同是根據 (1) 項目是否為熟練項目 以及 (2) 它們與熟練項目之間的關係。

- 熟練項目（RP +項目） 是參與者在提取練習階段嘗試記住的學習字詞。
- 熟練的相關項目（RP-項目） 是未經練習但與已練習字（按類別）相關的學習字詞。
- 不熟練且無關項目（NRP項目） 是未練習過類別中的學習字詞。這些項目通常和已練習類別無關。這些項目也作為一個基準來比較未經練習但有關的項目。

### 測試階段
提取練習後，參與者進行最後的測試，他們要記住所有的學習項目。測試階段的目的是評估之前的提取練習是否使不熟練的相關項目相較於不熟練且無關項目，被記得更好。最終使用這兩類中被記得項目的比例差值來量度提取引發遺忘現象。 
在一個類別線索測試 中，一次展示一個學習過的類別，並要參與者想起該類別中所有的學習項目。雖然各類別需在一定時間內完成，使用的確切時間卻依各研究而不同。例如1994年，Anderson和其合作研究者給參與者每個類別線索30秒時間（若每個類別6個字，這意味著參與者平均有5秒時間想起各項目）。其他研究則使用較長持續時間。  
類別加詞幹線索測試 為類別線索添加一個詞幹。通常在各個類別會給予參與者特定數量的字母，其與該類別中的一個獨特學習字詞相對應。因為這些線索是針對特定的一個詞，因此給予參與者相對於類別線索測試較少時間回應。每個研究給予各線索的回應時間不盡相同，雖然許多實驗都使用10秒的時間間隔，但有一些研究則報告使用少至三秒的回應時間。 通常類別加詞幹線索測試只包括字的第一個字母，  但有些則包括多個字母。 
識別測試 不要求參與者從記憶中產生一個字。相反的，向參與者展示一個詞，並要他回答這是不是在學習階段中出現的詞。識別測試通常展示所有的學習字詞和一些非學習字詞，也就是誘餌  。研究者量度參與者多常正確識別學習項目，以及他們多常將誘餌誤認出來。兩者比例差異能統計測量一個人區分學習和非學習項目的能力，並已被用於表示RIF。   反應時間也被用來表示RIF，反應時間越慢被認為RIF作用越多，因為在識別學習項目出現困難。 

## 研究發現
RIF研究一般產生的結果，平均而言，不熟練但相關字詞沒有不熟練且無關字詞的基數記得好。  

### RIF的普遍性
RIF研究一般都使用基本及易識別類別的字詞，但其作用卻能被顯示於廣泛的刺激種類中：
- 同形異義字 ：提取該詞非主要的語意，可能導致其主要語意被遺忘。[22] [23]
- 詞彙特性詞：相同字首的字詞中，都以這項共同特質為基礎顯示出RIF。 [10]
- 視覺空間資訊：當刺激是根據它的位置而分類，RIF已經顯示出在給定位置中的物品子集。[24] [25]
- 陳述式資訊 ：記住一組閱讀過的陳述式資訊，可以對其他有共同關係的陳述式資訊產生RIF，即使句子的主語不同。 [26]
- 模擬犯罪現場細節：對於先前在一個模擬犯罪現場看過的一類項目，會對於在相同犯罪場景中看到的相似項目產生RIF。 [27] [28]
- 他人人格特質：記住某特定人的某些人格特質，會對同一個人其他的特質產生RIF。[29] [30]

### 提取練習階段的修正
雖然典型的範例包括閱讀過詞彙的提取練習，但在一些研究中，當受試者被要求回想其他東西時也會顯示出RIF。例如，RIF甚至發生在當受試者在先前念過的物品種類以外產出全新、未讀過的項目，這現象被稱為“清單外提取練習” 或者是 “語義生產”。  在一個名為“無可能性提取練習" 的方法中， 當受試者被要求為了一個類別而產出字彙時，RIF在此被觀察到，即使該類別並非實際存在。   在那些不可能進行成功提取的案例中，RIF仍在最終測試中被觀察到，像是一個曾讀過一串水果詞彙的受試者，被給予一個和水果相似的提示並被要求產出一個詞彙。'  一些研究還研究了對於RIF的影響，在這些研究中，受試者不是被要求進行提取練習，而是給予額外的閱讀樣本，並要求他們重複閱讀資料而非記住前面所接收的資訊。在這些情況下，受試者都未能顯示出任何RIF的影響。  

### 特殊族群的RIF研究
由於RIF是關於訊息取得的成效，研究人員研究了RIF是否也存在於有記憶相關病症的人群中。在一個被診斷患有ADHD學生的研究中， 與對照組比較後，發現RIF的顯示程度與最終測試所使用的方法有關。當使用類別線索的測試，相比於對照組的RIF則沒有差異。然而，使用類別加上詞幹線索測試時，ADHD的受試者平均來說，比對照組表現出了較少的RIF。  憂鬱症患者在使用類別線索加上詞幹測試時，與對照組相比，沒有顯示出RIF。  精神分裂症患者在使用類別線索測試時，與對照組相比，顯示出相當的RIF效果，但在使用認知測試時，顯示出下降的RIF。 

### 社會性共享RIF
關於在團體中一起閱讀或記取資訊的效果也同樣的被檢驗。當團體一起經歷一個事件，然後共同記取該事件，將誘發RIF反應。在對話中進行選擇性記憶，會同時誘導進行對話的講者與聽者RIF的發生。比起那些未被提及，且與曾提及記憶毫不相關的記憶，那些未被提及，但卻與被曾被提及事物相關的記憶，會更容易被遺忘。這種效應被稱為社會性共享RIF，  甚至可能會與閃光燈記憶 同時發生。閃光燈記憶是接收到事件時的觀察情境的記憶，並與其相對應的發生事件連結學習。舉一個這個現象的例子來說，便是當美國人通過彼此間互相傳達對於911攻擊事件的記憶，而對其他人記憶產生的影響。更具體地說，記取有關該事件的一部分詳細訊息，會導致RIF發生於其他與事件相關且關鍵的訊息上。重要的是，僅僅是聽別人回憶他對於911攻擊事件的回憶，便會使自己原本擁有的記憶被遺忘。 

## 理論解釋

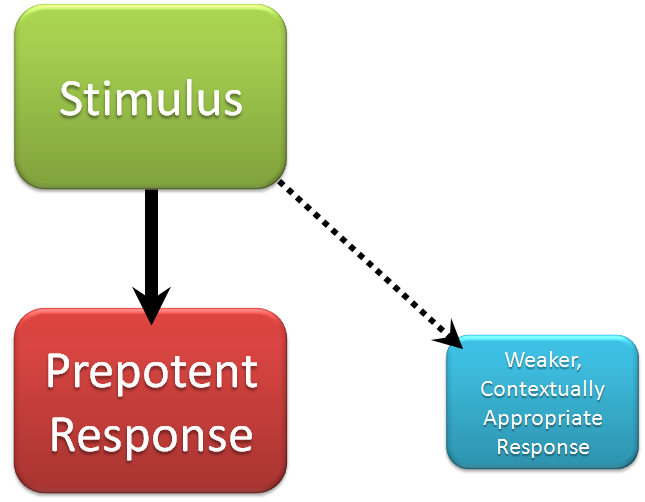
圖表描述了當有抑制反映需求時的進程。根據抑制進程與RIF的相關性，當優勢記憶較為活躍，但卻是對於信號來說不合適的回應，此時它們會被抑制，讓取得性較低但符合語境的記憶被順利提取。

### 干擾
很多情況下的遺忘，往往是因為來自其他高取得性記憶中相關資訊的干擾。研究者已經能夠用干擾來解釋RIF發生的多種路徑。例如阻塞理論認為，由於熟練的字詞會在測驗中較容易被記取，他們可能會佔據記憶中的"回應通道"，並顯著阻卻不熟練的字詞在記憶中的記取。不熟練且無關的字詞將不容易受到阻塞效果的影響，因為對於熟練的字詞提取並不會阻塞來自不同類別的項目。   其他理論，如資源擴散理論 和回應遞減理論 都與阻塞理論很相似。這些理論，描述了提取過程作為一組有限的資源，不能被適當且足夠的分配給那些在測驗中不熟練的項目。 
其它關於干擾現象的模型也提到，透過分離事件在記憶中的強度，以及其連接相關的上下文訊息，能更精確定義一個事件在記憶中擁有的強度。   這種模型可以解釋為什麼某些強化方法預測了RIF的發生，其他發法。 

### 抑制

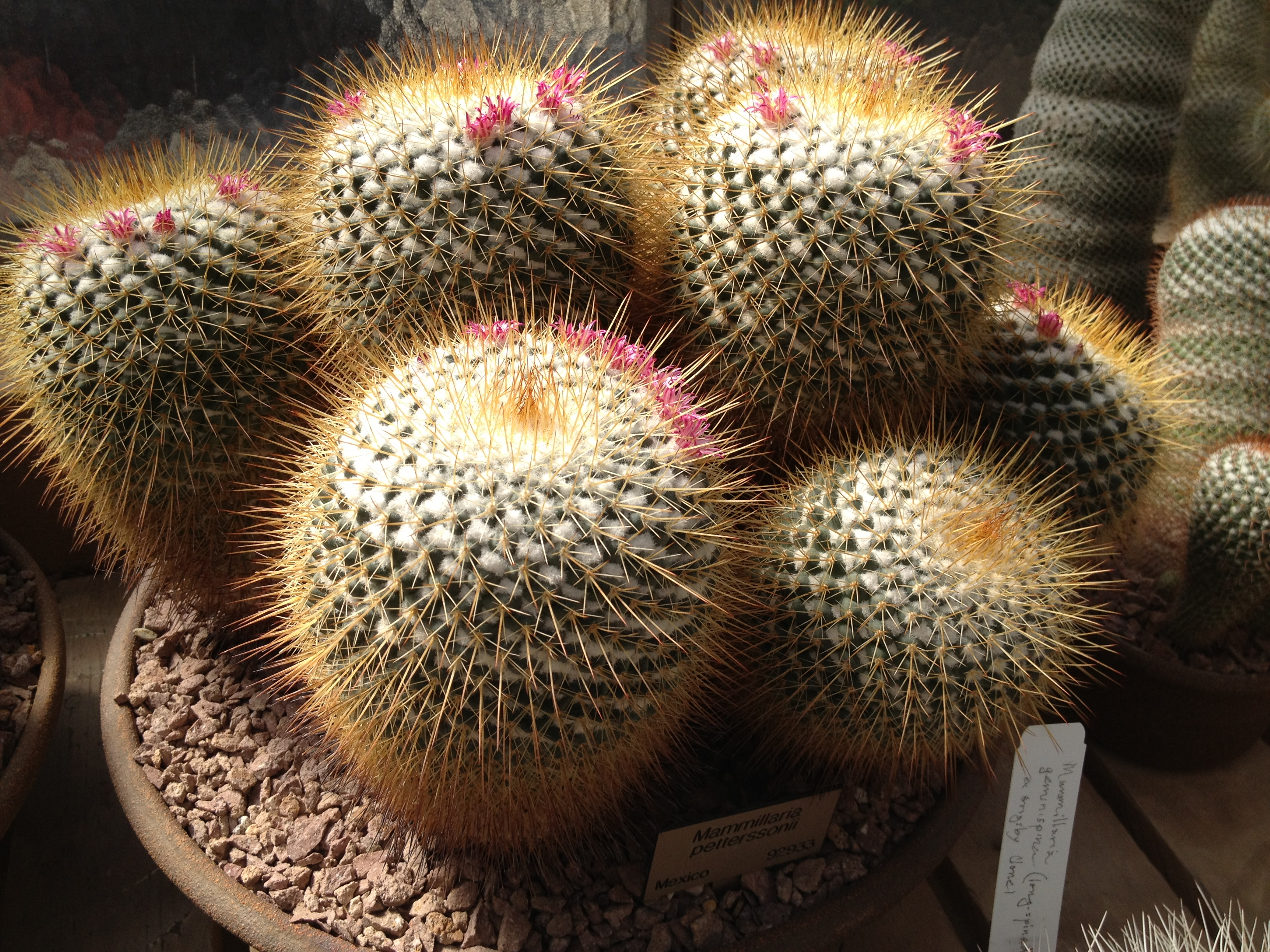
如果有個人注意到一個盆栽掉落，他可能會產生本能反應去接住它。然而，當他發現盆栽裡是一株仙人掌，抑制進程便會啟動收回剛才的動作。相同的進程同樣也發生在當優勢記憶對於當下情況不合適的時候。

一般來說，抑制理論假定有一組進程的存在，允許記憶的抑制。   關於抑制理論對於RIF發生的解釋，是對於不熟練卻相關物品的取得，會在提取練習中被這種抑制進程而壓制。例如，當參與者執行提取練習時，類別提示可以喚起許多相關的項目。有些字詞某程度有相關性，但屬於不適當的連結，這些就是不熟練而相關的詞彙。這些字詞也變得有取得性，而成為記憶競爭的來源，干擾適當的回應被順利提取。為了解決這種競爭，抑制進程會對於該類項目進行干預。如此一來，這將促進適的項目被提取，並抑制與語境不相符項目的提取。而屬於不相關類別的項目，也就是不熟練且無關的項目，在提取練習的過程中競爭性較低，需要的抑制效果也較小。在最後的測試中，抑制的效果仍然存在，且先前被抑制的競爭項目變得更難以記住。   
這種取得性的減少，羅伯特·比約克(Robert A. Bjork)提出的抑制的定義是一致的：即是，抑制是一個主動、直接形式的壓制，用以減少到對於某些適應性目的，一或多個回應的取得。 
記憶的抑制與RIF的相關性，常被比擬為抑制進誠與運動控制的關係，比如那些棒球運動員，當他們預期到球的出現時，他們便會停止揮桿。  同樣的，當記憶中的主導的回應是不適當的，抑制進程暫時壓制該回應，以便更適當的回應可以被提取。 

### 其他解釋
個體對於提取的策略，已被視為RIF可能發生原因的其中一種。在該提取練習中，可能與受試者記住從這些類別讀到項目的方式不一致。如果提取練習干擾了受試者的記憶策略，這可能會影響他們的在最終測試中對於特定項目記憶的能力。  如果受試者已經準備以某種記憶策略，用來在提取練習中記取項目，特定的呈現順序可能會干擾這樣的策略，然而有些人也可能不會被干擾。例如，當受試者以和讀取時出現相同的順序進行練習時，與隨機順序的提取練習相比，RIF的效果較低。即使受試者接受到明確指示，要記得項目在讀取過程中出現的順序，這些結果也還是一樣的。  